# Харрис, Рене Рейнальдо
Рене Рейнальдо Харрис (англ. René Reynaldo Harris; 11 ноября 1947 — 5 июля 2008) — науруанский политик, президент Науру с 27 апреля 1999 по 20 апреля 2000, с 30 марта 2001 по 9 января 2003, с 17 января 2003 по 18 января 2003 и с 8 августа 2003 по 22 июня 2004 года.

## Биография
Получил образование в Колледже Джилонга в Виктории, Австралия. До избрания в парламент работал в Корпорации Фосфата Науру (NPC) и был менеджером национальной судоходной компании Науру (NPL).
В 1977—2008 годах — депутат Законодательной ассамблеи Науру. Избирался её спикером в 1978 и 1986 годах.
В 1992 году был назначен Председателем Совета директоров NPC. В 1998 году был признан виновным в нападении и захвате тюрьмы при попытке насильственного освобождения своих родственников. Обвинялся австралийским телевидением в трате денег на предметы роскоши, дорогостоящий отдых и собственность.
Его президентские сроки в 1999—2003 годах проходили в остром соперничестве с Бернардом Довийого, когда их взаимная смена на посту главы государства стала приобретать характер фарса. Эта ситуация прекратилась после смерти Дойвиго в марте 2003 года.
9 января 2003 года был отстранён от должности Законодательной ассамблеей после серии демонстраций протеста против решения Харриса принять нелегальных иммигрантов из Афганистана и Юго-Восточной Азии в обмен на финансовую помощь Австралии. Суд признал вотум недоверия недействительным и восстановил Харриса в должности 17 января, однако уже на следующий день вновь вынужден был уйти в отставку.
Летом 2003 года он успешно разрешил правительственный кризис, связанный с противостоянием президента Людвиг Дерангадаге Скотти и парламента.
Однако и сам Харрис подвергся критике оппозиции и международного сообщества, которые обвиняли его в коррупции и нарушении прав человека. Кроме того, ему было необходимо постоянно проходить процедуру гемодиализа и он страдал диабетом, от которого скончался его политический оппонент Бернард Довийого. В декабре 2003 года он потерял сознание в здании парламента.
В 2004 году отправлен в отставку.
На парламентских выборах 2004 и 2007 годах его сторонники терпели поражение. В марте 2008 года он был обвинён в организации беспорядков, приведших к поджогу отделения полиции Науру в его избирательном округе Аиво.
На парламентских выборах в апреле 2008 года Харрис потерял место в парламенте, а 4 июля он умер в результате сердечного приступа.